# Маклаково (Талдомский городской округ)
Маклаково — деревня в Талдомском районе Московской области России. Входит в состав сельского поселения Квашёнковское. Население — 81 чел. (2010).

## География
Расположена на севере Московской области, в северной части Талдомского района, примерно в 18 км к северу от центра города Талдома, на левом берегу впадающей в Угличское водохранилище реки Хотчи. Связана автобусным сообщением с районным центром. Ближайшие населённые пункты — деревни Кишкиниха, Большое Курапово, Бобровниково и Овсянниково.

## Население
| 1859 | 1926 | 2002 | 2006 | 2010 |
| ---- | ---- | ---- | ---- | ---- |
| 30   | ↗53  | ↘33  | ↘23  | ↗81  |

## История
В «Списке населённых мест» 1862 года Моклоково — владельческое сельцо 2-го стана Калязинского уезда Тверской губернии по левую сторону Дмитровского тракта, в 45 верстах от уездного города, при реке Хотче, с одним двором и 30 жителями (12 мужчин, 18 женщин).
В 1915 году входило в состав Озерской волости Калязинского уезда, в сельце было 4 двора.
1924—1926 гг. — административный центр Гражданской волости Ленинского уезда Московской губернии, образованной путём слияния Белгородской и Ново-Семёновской волостей Калязинского уезда Тверской губернии.
По материалам Всесоюзной переписи населения 1926 года — сельцо Бобровниковского сельского совета Гражданской волости Ленинского уезда, проживало 53 жителя (22 мужчины, 31 женщина), насчитывалось 25 хозяйств, среди которых 24 крестьянских, имелись школа 1-й ступени, больница, агропункт, ветлечебница, располагались волостной исполнительный комитет и единое потребительское общество.
С 1929 года — населённый пункт в составе Ленинского района Кимрского округа Московской области.
Постановлением ЦИК и СНК от 23 июля 1930 года округа́ как административно-территориальные единицы были ликвидированы. Постановлением Президиума ВЦИК от 27 декабря 1930 года городу Ленинску было возвращено историческое наименование Талдом, а район был переименован в Талдомский.
В 1960 году Бобровниковский сельсовет был упразднён, а все его селения переданы Квашёнковскому сельсовету.
1963—1965 гг. — Маклаково в составе Дмитровского укрупнённого сельского района.
В 1994 году Московской областной думой было утверждено положение о местном самоуправлении в Московской области, сельские советы как административно-территориальные единицы были преобразованы в сельские округа.
1994—2006 гг. — деревня Квашёнковского сельского округа Талдомского района.
2006—2009 гг. — деревня сельского поселения Ермолинское.
В 2009 году деревня Маклаково вошла в состав сельского поселения Квашёнковское Талдомского муниципального района Московской области, образованного путём выделения из состава сельского поселения Ермолинское.

## Достопримечательности
- Александро-Невский женский монастырь, основанный в 1895 году[14]. Памятник архитектуры, включающий собор благоверного князя Александра Невского и кельи с домовой церковью иконы Божией Матери «Утоли моя печали».  Объект культурного наследия № 5020062000№ 5020062000.
- Амбар для зерна постройки начала XX века. Памятник архитектуры.  Объект культурного наследия № 5000002866№ 5000002866.